# リッジレーサーズ2
『リッジレーサーズ2』（RIDGE RACERS 2）とは、バンダイナムコゲームス（後のバンダイナムコエンターテインメント）が制作したレースゲームである。

## 概要
日本の『リッジレーサー』シリーズの携帯型ゲームの2作目である。コース数は前作「リッジレーサーズ」の全12コースに加え、新たに9コース追加された。この作品で、初代「リッジ」から「R4」、そして「レイブレーサー」のコースがすべて収録される事になったが、「V」で追加された5コースについては採用が見送られた。逆走も含めて全42コース収録。BGMについてはレーサーズからの持ち越しが30曲に加え、リミックスが6曲、旧曲が6曲追加された。サウンドディレクションは前作同様大久保博。
基本的なゲームシステムは前作とほとんど変わらないため、前作の「完全版」という意味合いが強い。因みに、販売日までに予約しておくと音楽CD「スペシャルメガミックス」が付属していた。
前作「リッジレーサーズ」より導入されたニトロシステム（ナイトラス・オキサイド・システム）が大きな特徴である。これを使用する事により、レブリミッターがキャンセルされ、最高速・高回転時の加速力が大幅にアップする。

## モード
WORLD TOURS（ワールドツアーズ）
本作のメインである、リッジレーサーの世界を楽しむモード。複数のレースで構成されたツアーをクリアすることで、マシンやコース・プライズなどが獲得できる。
全56ツアーで前作同様BASICツアー、PROツアー、EXツアーに加え、新たにMAXツアーが登場。ライバルが無限にニトロを使用（ただし連続使用は出来ない）し歴代シリーズの中でも非常に難易度が高いツアーとなっている。3周目までにニトロを3本溜めておいて3周目中～後半で連続使用で引き離すというパターンで闘えば容易なものの、ゴール付近にコーナーが多くニトロの意味が薄いコースでは難易度が飛躍的に跳ね上がる。
また、時間とマシンクラスを設定してツアーを自動生成する、おまかせツアーも存在する。
ARCADE（アーケード）
手軽にレースを楽しめるモード。アーケードゲームのように制限時間が設けてあり、チェックポイントを通ると加算される。残りタイムが0になるとその時点でレース終了となる。
DUEL（デュエル）
ボスと1対1の対決をするモード。
SURVIVAL（サバイバル）
4台のマシンで対決し、周回ごとに最下位が脱落する生き残りレース。
TIME ATTACK（タイムアタック）
プレイヤーのマシンのみでコースを走り、最速タイムを目指すモード。リプレイデータやゴーストデータを保存することも可能。
WIRELESS BATTLE（ワイヤレスバトル）
PlayStation Portableのアドホック・モードにより最大8人までと対戦できるモード。
OPTIONS（オプション）
ゲームの各種設定を行うモード。AVプレイヤーでは本作に収録されている曲を聞くことができる。ミニゲームでは『ニューラリーX・デビルバージョン（敵車の速度が通常よりかなり速い）』を遊ぶことができる。

## コース
コース数は前作「リッジレーサーズ」の全12コースに加え、新たに9コース追加された。初代「リッジ」から「R4」、そして「レイブレーサー」のコースはすべて収録されている。走行するコースにはそれぞれ通常ルートと逆走ルートがあり、逆走ルートの場合はコース名の後に「R」が表示される（例：Seaside Route765 R）。以下は通常コースの場合について述べる。
〈追加コース〉はリッジレーサーズ2で新たに追加されたコースである。

### リッジレーサー（リッジレーサーVも含む）
Seaside Route765（シーサイド・ルート765） 全長 4108m
初代リッジレーサーの初級・中級コースで、リッジレーサーVのサニービーチ。リッジシリーズの顔とも言えるコース。シンプルなレイアウトが特徴だが、ドリフトで走るにはコース幅が狭く、追い抜きが難しい難コース。
Ridge City Highway （リッジシティハイウェイ） 全長 5868m
初代リッジレーサーの上級コースで、リッジレーサーVのグリーンフィールド。リッジシティの市街地を大回りする。終盤のトリッキーな複合コーナーは単独だと何とも無いが、敵車が居る場合非常に抜きにくい難所に化ける。

### リッジレーサーレボリューション
Sunset Drive（サンセットドライブ） 全長 4260m
リッジレーサーレボリューションのノービスコース。夕焼けの海辺を走りぬけるコース。低ランク車では大した事が無いジャンプ後のヘアピンだが、高ランク車になるとドリフトしながらジャンプしないといけないという難コーナーになる。
Crystal Coast Highway（クリスタルコーストハイウェイ） 全長 6170m
リッジレーサーレボリューションのアドバンスドコース。スピードが高い状態を維持しやすく、比較的ドリフトが続けやすいコース。後半のトンネルで道幅が急に狭くなるので注意が必要。
EX Revolution Road （EXレボリューションロード） 全長 6740m〈追加コース〉
リッジレーサーレボリューションのエキスパートコース。S字・複合コーナー・狭いトンネル・ヘアピン・ジャンプと続いていく、全コース中最長で、難易度も高いコース。

### レイジレーサー
Mythical Coast（ミシカルコースト） 全長 4641m〈追加コース〉
レイジレーサーのミシカルコースト。地中海のような海辺の街を走るコース。コーナーとストレート・アップダウンがバランスよく配置されているが、上り坂が多いせいかスピードが出にくい。
Union Hill District（ユニオンヒルディストリクト） 全長 6640m
レイジレーサーのオーバーパスシティ。ジェットコースターのような長い上り坂が大きな特徴。アップダウンが最も激しく、複合コーナーもあり、難易度は高め。
Lakeside Parkway（レイクサイドパークウェイ） 全長 6237m
レイジレーサーのレイクサイドゲート。湖が見えるワインディングロード。スピードが乗りにくく、急激なヘアピンがあるなど、上級者向けになっている。3周目には湖のほとりの飛行機が飛び立つ。
Extreme Oval（エクストリームオーバル） 全長 3074m〈追加コース〉
レイジレーサーのジ・エクストリームオーバル。2つあるオーバルコースのうちのひとつ。ロングコーナーは大きなバンクが付いており、ドリフトがしにくくなっている。

### R4 -RIDGE RACER TYPE 4-
Hurricane Skyway（ハリケーンスカイウェイ） 全長 5220m〈追加コース〉
R4のヘルタースケルター。コース真上のクレーンや長いトンネルが特徴のコース。最終コーナー手前のジャンプ→左コーナーを除けば道幅が広いので、初心者でも走りやすくなっている。
Diablo Canyon Road（ディアブロキャニオンロード） 全長 6686m
R4のワンダーヒル。朝のダムや山を走り抜けるロングコース。後半のループコーナーや長い複合コーナーはこのコースの一番の難所である。3周目のコース終盤の牧場の奥では塊魂の王子が塊を転がしている。
Edgestone Expressway（エッジストーンエキスプレスウェイ） 全長 5665m〈追加コース〉
R4のエッジオブジアース。夜の空港やビル街をめぐるハイウェイコース。タイトヘアピン・直角コーナーをストレートと緩いコーナーで結んでいるのが特徴。小さいジャンプスポットが4箇所と多く、テクニックが必要。
Ocean Bay（オーシャンベイ） 全長 5564m〈追加コース〉
R4のアウトオブブルー。灯台や貨物船を見ながら、朝もやの港湾地帯を通るコース。直角コーナーやヘアピンがあるが緩いコーナーにも注意をしたい。
Phantom Mile（ファントムマイル） 全長 3012m〈追加コース〉
R4のファントマイル。緑が多いきれいな街並みを走る、全コース中最短のショートコース。道幅が広くドリフトしやすいので難易度は易しめになっている。アルティメットチャージを綺麗に決めれば、コーナー以外ニトロ全開も可能な恐ろしいコース。
Britenight Cruiseway（ブライトナイトクルーズウェイ） 全長 5868m〈追加コース〉
R4のブライテストナイト。夜の遊園地（ワンダーランド）の中を通る華やかなコース。ジャンプ後のヘアピンや直角コーナーが難関といえる。3周目には大ジャンプのときに花火や気球が目の前に現れる。
Crimsonrock Pass（クリムゾンロックパス） 全長 6459m
R4のヘブンアンドヘル。夕暮れの峠道を上り下りするコース。ドリフトがしやすく初心者向けである。峠には天文台が見え、コース後半には新しく建物が建っている。
ちなみに順走のリプレイで、天文台からコの字コーナーを抜けるシーンを見ると、路肩が無くなっている。逆走ではこの現象は起こらない。
Shuttleloop Highway（シャトルループハイウェイ） 全長 3958m〈追加コース〉
R4のシューティングフープス。もうひとつのオーバルコース。こちらは道幅も広く、バンクも小さいのでドリフトがしやすくなっている。夜空に花火が打ち上がる演出が見物である。

### レイブレーサー（一部新コース有）
Midtown Expressway（ミッドタウンエキスプレスウェイ） 全長 4619m
レイブレーサーのシティコース。レイブシティ市街地を走るコース。3連続ジャンプが大きな特徴。道幅は広いものの、車の姿勢を崩しやすいレイアウトになっている。ドリフトが必要なコーナーが4つ（クラスによっては3つ）しかなく、いかにハイスピードドリフトを決め、ニトロをチャージしていくかも見せ所の一つ。
かつてダンサーが映っていた巨大ディスプレイは、ヘアピンへの注意喚起を促す表示に変わっている。
Downtown Rave City（ダウンタウンレイブシティ） 全長 6173m〈新コース〉
リッジレーサーズからの新コース。ミッドタウンエキスプレスウェイとコースの一部を共有している。大きな橋やトンネル・レイブシティドームに観覧車とめまぐるしく風景が変わる夜のコース。大ジャンプ後の3連続ヘアピンやブラインドコーナーなど、ダイナミックな走りができる人気のコース。
原作のレイブレーサーで入る事が出来たループ橋は存在するが、今作では入れない。
Greenpeak Highlands（グリーンピークハイランド） 全長 4033m
レイブレーサーのマウンテンコース。コース横の牛はリッジレーサー名物である。トリッキーなコーナーが多く見通しが悪い、非常に難易度の高いテクニカルコースとなっている。3周目には鳥が飛び立つところが見られる。
Silvercreek Dam（シルバークリークダム）全長 4796m〈新コース〉
リッジレーサーズからの新コース。グリーンピークハイランドとコースの一部を共有している。前半はマウンテンコース最初のヘアピンから落ちた時の迂回路である。合流後は両脇に岩肌が見え、その後ダムを望む街道を通っていく。アップダウンが非常に激しく、ニトロの使いどころが難しい難コース。

## マシン
今作のマシンは基幹車種9台×チューニング違い3タイプ×レーシングチューンの有無=54台のノーマルカーと、スペシャルクラスマシン8台の計62台が登場する。
クラス1～クラス3はレーシングチューン無しのマシン、クラス4～クラス6はレーシングチューン後の車が登場する。レースは基本的に同クラスのマシン同士で行われる。チューニングはTYPE-S（初期）、TYPE-R、TYPE-Zの3タイプで、TYPE-Sと同じクラスに強化車種として投入される。チューニング度が上がるにつれ、最高速の向上と、初期ニトロ蓄積量のアップが行われる。
以下はマシンとそのメーカーやスペック等の一覧表である。
| マシン                              | メーカー                 | クラス      | ドリフトタイプ |
| ----------------------------------- | ------------------------ | ----------- | -------------- |
| FIERA（フィエラ）                   | KAMATA（カマタ）         | 1 4         | スタンダード   |
| PROPHETIE（プロフェシー）           | age（アージュ）          | 1 4         | マイルド       |
| BAYONET（ベイオネット）             | DANVER（ダンヴァー）     | 1 4         | ダイナミック   |
| ABEILLE（アベイユ）                 | age（アージュ）          | 2 5         | スタンダード   |
| ESPERANZA（エスペランザ）           | GNADE（グナーデ）        | 2 5         | マイルド       |
| BISONTE（ビゾンテ）                 | ASSOLUTO（アッソルート） | 2 5         | ダイナミック   |
| FATALITA（ファタリタ）              | ASSOLUTO（アッソルート） | 3 6         | スタンダード   |
| EO（イーオー）                      | HIMMEL（ヒンメル）       | 3 6         | マイルド       |
| RAGGIO（ラッジオ）                  | SOLDAT（ソルダ）         | 3 6         | ダイナミック   |
| HIJACK（ハイジャック）              | DANVER（ダンヴァー）     | スペシャル1 | スペシャル     |
| WILD GANG（ワイルドギャング）       | TERRAZI（テラジ）        | スペシャル1 | スペシャル     |
| ANGELUS（アンジェラス）             | KAMATA（カマタ）         | スペシャル1 | スペシャル     |
| CRINALE（クリナーレ）               | SOLDAT（ソルダ）         | スペシャル1 | スペシャル     |
| ANGELUS KID（アンジェラス・キッド） | age（アージュ）          | スペシャル2 | スペシャル     |
| CRINALE KID（クリナーレ・キッド）   | age（アージュ）          | スペシャル2 | スペシャル     |
| PAC-MAN（パックマン）               | NAMCO（ナムコ）          | スペシャル2 | スペシャル     |
| RAGGIO（ラッジオ）                  | SOLDAT（ソルダ）         | スペシャル2 | スペシャル     |

## その他
- スペシャル2のRAGGIOをモデルに、NSXをベースに実車が製作され、東京オートサロン2006で展示された。名前は「YAMASA RAGGIO」。後に「パチスロリッジレーサーシリーズ」を制作する山佐とのコラボレーション企画であった。実物のYAMASA RAGGIOは右ハンドルで、ドアミラーは左右両方ともある。しかし、3Dモデルがクラス3のRAGGIOのものを使用しているため、実際のYAMASA RAGGIOとは相違している部分がある。
- ユニオンヒルディストリクトとミシカルコーストにおいて、最終トンネル坑口前のシケインがユニオンヒルディストリクトでは海が見える上、本来あるはずのミシカルコーストとの合流点が無い。しかし、ミシカルコーストでは「レイジレーサー」同様の状態になっている為、海は見えず滝が流れている。
- ブライトナイトクルーズウェイの逆走コースでは、スペシャル2のような最高速の高い車種でニトロを使いながら2つめのトンネル前にあるギャップに乗ると、ジャンプしすぎて天井を貫通する。ただし「リッジV」とは違いコーナーを突き破り背景の向こう側に飛び出すという事は無い。
- 新規に追加されたコースの一部に『ACE COMBAT 3 electrosphere』のゲーム内で登場する架空の企業のゼネラルリソース (General Resource LTD）やニューコム（neucom inc.）が、コース脇の看板やコースの上空を飛行する飛行船として登場する。また、「electrosphere」と書かれた看板もいくつか存在する。その他にも『太鼓の達人』が描かれた看板等があったりと、色々とパロディー要素がある事を確認できる。